# كارولينا بيسكانسا
كارولينا بيسكانسا سياسية وعالمة سياسية إسبانية. شاركت في تأسيس الحزب السياسي بوديموس. كانت ممثلة لمدريد في مجلس النواب الإسباني من 2016 إلى 2019.

## العمل الأكاديمي
بيسكانسا من سانتياغو دي كومبوستيلا. درست علم الاجتماع والعلوم السياسية في غرينادا ومدريد، وركزت بشكل خاص على علم الاجتماع السياسي ودراسة القانون الدستوري. بعد تخرجها في عام 1994 حصلت على درجة تخصصية في القانون الدستوري من مركز الدراسات السياسية والدستورية. ثم أصبحت طالبة دكتوراه في جامعة كومبلوتنس بمدريد، وفي العام الدراسي 1999-2000 شاركت في برنامج التعليم في الخارج في جامعة كاليفورنيا سان دييغو.
في عام 1995 بدأت في تدريس دروس العلوم السياسية في جامعة كومبلوتنس بمدريد، حيث أصبحت عضوًا في كلية العلوم السياسية المتخصصة في منهجية أبحاث العلوم السياسية.

## الحياة السياسية
كانت بيسكانسا أحد مؤسسي حزب بوديموس السياسي، وقامت بتسجيله رسميًا كحزب سياسي في 11 مارس 2014 مع بابلو إغليسياس توريون وخوان كارلوس مونديرو.
في عام 2014 لم تكن بيسكانسا مدرجة في قائمة حزب بوديموس، ولكن في ذلك العام تم انتخابها لعضوية مجلس المواطنين بالحزب بنسبة 85٪ من الأصوات. هذا جعلها أقوى امرأة وواحدة من أقوى ثلاثة أشخاص في التنظيم الحزبي. كما استخدمت بيسكانسا خبرتها كمنهجية في العلوم السياسية في عملها الحزبي، وترأست وحدة التحليل السياسي بالحزب وتحليل استطلاعاته.
في الانتخابات العامة الإسبانية لعام 2015 احتلت بيسكانسا المرتبة الثانية في قائمة حزب بوديموس إلى مجلس النواب عن دائرة مدريد، وفازت بالمقعد. أطلقت ترشيحها لمنصب رئيس مجلس النواب، لكنها خسرت السباق أمام باتشي لوبيز.
في عام 2017 انقسمت بيسكانسا علنًا مع قيادة بوديموس، وتركت مناصبها داخل الحزب. ثم انضمت لاحقًا إلى تحالف ماس باييس وإيكو.